# 生命科学部
生命科学部（せいめいかがくぶ）は、生命科学(ライフサイエンス)分野における学問を教育研究する学部である。
日本では1994年に東京薬科大学に初めて、「生命科学学部」が設立された。

## 生命科学部を置いている日本の大学

### 国公立大学
なし

### 私立大学
- 東京薬科大学 (分子生命科学科, 応用生命科学科, 生命医科学科)
- 東洋大学生命科学部 (生命科学科, 応用生物科学科)
- 法政大学生命科学部 (生命機能学科 ゲノム機能コース, 蛋白機能コース, 細胞機能コース｜環境応用化学科 グリーンケミストリコース, 物質創製化学コース, 環境化学工学コース｜応用植物科学科 植物クリニカルコース, グリーンテクノロジーコース, グリーンマネジメントコース)
- 立命館大学生命科学部 (応用化学科, 生物工学科, 生命情報学科, 生命医科学科)
- 九州産業大学 (応用化学コース,生命科学コース,食品科学コース）
- 京都産業大学 (先端生命科学科, 産業生命科学科）
- 倉敷芸術科学大学（環境生命科学科|生命医科学科|動物生命科学科|健康科学科 健康・運動指導者コース, アスレティックトレーナーコース, 救急救命士コース）
- 東京農業大学 (バイオサイエンス学科, 分子生命化学科, 分子微生物学科)
- 岡山理科大学 (生物科学科 バイオサイエンスコース, 生物生産コース, コスメ・食品コース, 環境科学コース, 医用生物学コース|医療技術学科 臨床検査学コース, 臨床工学コース)

### 海洋生物・水産学系
- 海洋生命科学部（水産学部系、東京海洋大学/北里大学）

## 性質が似ている学部
- 応用生物学部（中部大学/東京工科大学/東京農業大学)
- 応用生物科学部（岐阜大学/東京農業大学)
- 応用生命科学部 (日本獣医生命科学大学/新潟薬科大学/岐阜大学)
- 農学生命科学部（弘前大学） / 農学部
- 生物生命学部（崇城大学）/ 生物理工学部 (近畿大学）/ 生命理工学院（東京科学大学）
- 生物学部 (東海大学)　バイオサイエンス学部（長浜バイオ大学）バイオ環境学部（京都学園大学）
- 生命歯学部/新潟生命歯学部（日本歯科大学）
- 生命環境学部　生命環境科学部 / 環境科学部・環境学部
- 理学部生命科学科（兵庫県立大学/学習院大学/東京都立大学)